# 마이클 그레이아이스

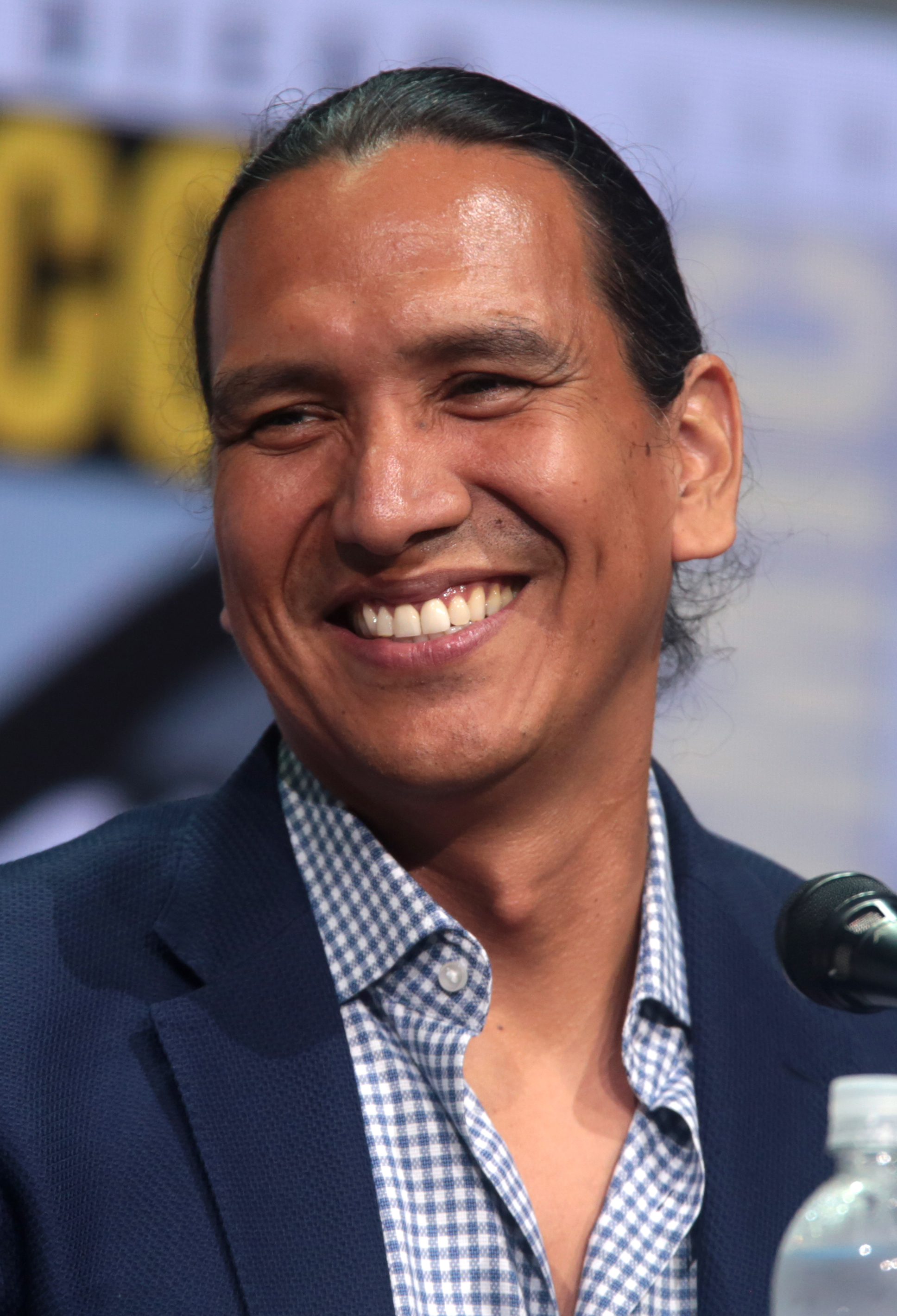

마이클 그레이아이스(Michael Greyeyes, 1967년 6월 4일 ~ )는 캐나다 원주민 배우, 무용가, 안무가이다.
서스캐처원주에서 태어났다.

## 출연 작품
- 우먼 워크 어헤드 (2017년)
- 세인츠 앤 스트레인져스 (2015년)
- 더 드리밍 (2008년)
- 파스샹달 (2008년)
- 코스믹 라디오 (2007년)
- 뉴 월드 (2005년) - 루프웨우 역
- 선샤인 스테이트 (2002년)
- 지그재그 (2002, Zig Zag) - 데일 역
- 미아 (2000년)
- 러브 셀레모니 (2000년)
- 스모크 시그널스 (1998년)
- 미니언 (1998년)
- 파이어스톰 (1998년)
- 태양의 전사 (1997년)
- 댄스 미 아웃사이드 (1995년) - 구치 역
- Rude (1995)

### 텔레비전
- 닥터 퀸 (1997)
- 트루 우먼 (1997, True Women)
- 시티 레인져 (1999)